# Protracheoniscus pierreei
Protracheoniscus pierreei är en kräftdjursart som beskrevs av Albert Vandel 1949. Protracheoniscus pierreei ingår i släktet Protracheoniscus och familjen Trachelipodidae. Inga underarter finns listade i Catalogue of Life.